# 사회인류학
사회인류학(社會人類學, social anthropology, anthroposociology)은 인류학의 한 분야이다. 미개인의 사회생활을 대상으로 연구해서 인간 사회 일반을 밝히려는 인류학의 한 부문이다.

## 문화인류학과의 비교
문화인류학이라는 용어는 일반적으로 정신적으로 총체적이거나 문화가 개인의 경험에 영향을 미치는 방식을 지향하거나 사람들의 지식, 관습 및 제도에 대한 포괄적인 관점을 제공하는 것을 목표로 하는 민족지학 작품에 적용된다. 사회 인류학은 가정 생활, 경제, 법률, 정치 또는 종교를 구성하는 사회 관계의 특정 시스템을 분리하고 사회 생활의 조직적 기반에 분석적 우선 순위를 부여하며 다음 사항에 관심을 기울이는 민족지 연구에 적용되는 용어이다. 문화 현상은 사회과학적 탐구의 주요 쟁점에 다소 부차적인 것으로 간주된다.
사회인류학자의 관심 주제에는 관습, 경제 및 정치 조직, 법률 및 갈등 해결, 소비 및 교환 패턴, 친족 및 가족 구조, 성 관계, 출산 및 사회화, 종교가 포함되며, 현대 사회 인류학자도 관심을 갖고 있는 주제는 다음과 같다. 세계화, 민족 폭력, 젠더 연구, 초국가주의 및 지역 경험, 사이버 공간의 새로운 문화 등의 문제를 다루고, 환경 문제가 경제 발전과 충돌할 때 반대자들을 하나로 모으는 데도 도움이 될 수 있다. 월스트리트를 연구했던 질리언 테트(Gillian Tett), 카렌 호(Karen Ho) 등 영국과 미국의 인류학자들은 2007~2010년 금융위기에 대해 경제·정치이론에 뿌리를 둔 기술적인 설명 대신 대안적인 설명을 제시했다.
영국, 프랑스, 미국의 사회문화 인류학 사이의 차이는 이론과 방법 모두의 대화와 차용이 증가함에 따라 줄어들었다. 사회문화인류학자와 이 둘을 통합하는 일부 사람들은 대부분의 인류학 연구소에서 발견된다. 따라서 기관 단위의 공식 명칭은 더 이상 해당 기관이 다루는 학문 분야의 내용을 완전히 반영하지 않는다. 사회문화인류학연구소(옥스포드)와 같은 일부는 구성의 변화를 반영하기 위해 이름을 바꾸었고, 켄트 대학의 사회인류학과 같은 일부는 단순히 인류학이 되었다. 대부분은 설립 당시의 이름을 유지한다.
사회인류학에서는 경제학자, 정치학자, (대부분의) 사회학자가 일반적으로 사용하는 설문조사, 설문지, 간단한 현장 방문에 대한 정량적 분석보다는 집중 현장 연구(참여자 관찰 방법 강조)를 포함한 장기 질적 연구를 전통적으로 장려해 왔다.

## 같이 보기
- 문화인류학
- 민족학